# Gstellihorn (Innertkirchen)
Gstellihorn är ett berg på gränsen mellan kommunerna Innertkirchen och Schattenhalb i kantonen Bern i Schweiz. Det är beläget i Bernalperna, cirka 65 kilometer sydost om huvudstaden Bern. Toppen på Gstellihorn är 2 855 meter över havet.